# Фани Псата
Фани Псата (грчки: Φανη Ψαθα; рођена 2. фебруара 1976. у Евији, Грчка) је рвачица и репрезентативка Грчке у рвању слободним стилом. Цијелу своју спортску каријеру била је члан грчког клуба Psachna Evia у Халкиди. Учесница је Олимпијских игара у Атини, 2004. и том приликом заузела  десето мјесто у категорији до 48 килограма.

## Спотска каријера
Каријеру је почела, 1992 године, у својој родној Евији  у клубу Psachna Evia у Халкиди, а од 2008. године тренирала је  под надзором свог личног тренера Јоаниса Табоунидиса. Такмичила се у категорији до 48 кг за жене. Њен највећи успијех је освајење златну медаљу на Медитеранским игарама 2005. у Алмерији, Шпанија, а 2006 год. је, на Европском првенству у Москви, освојила сребрну медаљу . До другог мјеста и сребрене медаље је дошла  након дисквалификације првопласиране такмичарке, Украјинке Марије Стадник, због позитивног допинг теста и  којој је тада одузет шампионски наслов. Укупно је једанаест пута била учесник Светских првенстава и најбољи пласман је био четврто мјесто 2003. Осим освојене сребрне медаље на Европском првенству 2006. освојила је и бронзану медаљу на Европском првенству у Варни 2007.
Ради као спортски инструктор за дјецу мањег узраста.